# Finale della Coppa delle Fiere 1961-1962
La finale della 4ª edizione della Coppa delle Fiere fu disputata in gara d'andata e ritorno tra Valencia e Barcellona.
L'8 settembre 1962 al Mestalla di Valencia la partita, arbitrata dal francese Joseph Barbéran, finì 6-2. La gara di ritorno si disputò dopo quattro giorni al Camp Nou di Barcellona e fu arbitrata dall'italiano Giulio Campanati. Il match terminò 1-1 e ad aggiudicarsi il trofeo fu la squadra valenzana.

## Il cammino verso la finale
Il Valencia esordì contro gli inglesi del Nottingham Forest vincendo 7-1 tra andata e ritorno. Agli ottavi gli spagnoli affrontarono gli svizzeri del Losanna, vincendo 4-3 in trasferta, mentre la gara di ritorno non fu disputata. Ai quarti di finale i Taronges eliminarono gli italiani dell'Inter grazie alla vittoria interna per 2-0 che fu seguita da un rocambolesco 3-3 a Milano. In semifinale affrontò gli ungheresi dell'MTK Budapest vincendo 3-0 a Valencia e 7-3 a Budapest.
Il Barcellona iniziò il cammino europeo contro la rappresentativa di Berlino Ovest perdendo in trasferta 1-0, ma ribaltando il risultato con un 3-0 a Barcellona. Agli ottavi gli spagnoli affrontarono gli jugoslavi della Dinamo Zagabria, battendoli con un risultato complessivo di 7-3. Ai quarti di finale i Blaugrana incontrarono gli inglesi dello Sheffield Weds che batterono in casa 2-0 nella gara di ritorno, dopo che l'andata in Inghilterra si concluse con la sconfitta per 3-2. In semifinale gli jugoslavi della Stella Rossa furono sconfitti sia all'andata sia al ritorno, rispettivamente coi risultati di 2-0 e 4-1.

## Le partite
A Valencia va in scena la finale d'andata tra i padroni di casa, giunti imbattuti con 26 reti all'attivo, e il Barcellona, campione nella prima edizione del torneo. I catalani partono subito forte e dopo appena quattro minuti vanno in vantaggio con Sándor Kocsis che batte il portiere Zamora. Al Valencia bastano dieci minuti per rientrare in partita e pareggiare con Nando Yosu. Il Barcellona raddoppia ancora con l'attaccante ungherese, ma la prima frazione di gioco termina con il Valencia in vantaggio per 3-2 grazie ai gol di Vicente Guillot e Yosu. Nel secondo tempo il Barcellona cala e ne approfittano i valenzani andando a segno altre tre volte (due gol per Guillot e uno di Héctor Núñez).
A Barcellona, dopo soli quattro giorni, i padroni di casa sono chiamati alla remuntada, mentre gli ospiti scendono in campo chiaramente per difendere il vantaggio ottenuto al Mestalla. Il primo tempo si conclude a reti inviolate grazie soprattutto alla difesa del Valencia e alle numerose occasioni da gol sprecate dall'attacco azulgrana. Il gol per i catalani arriva al primo minuto del secondo tempo sempre col bomber Kocsis. A tre minuti dalla fine il Valencia trova anche la rete del pari con Guillot e si aggiudica il trofeo, che torna così nuovamente in Spagna.

## Tabellini

### Andata
| Arbitro: | Barbéran |

|                                               |           |                |
| Yosu 14’, 42’ Guillot 35’, 54’, 67’ Núñez 74’ | Marcatori | 4’, 20’ Kocsis |

| Valencia:          |   |                          |
|                    |   |                          |
|                    | 1 | Ricardo Zamora de Grassa |
|                    |   | Vicente Piquer           |
|                    |   | Manuel Mestre            |
|                    |   | José Sastre              |
|                    |   | Juan Carlos Quincoces    |
|                    |   | Chicão                   |
|                    |   | Héctor Núñez             |
|                    |   | Enrique Ribelles         |
|                    |   | Waldo                    |
|                    |   | Vicente Guillot          |
|                    |   | Nando Yosu               |
| Allenatore:        |   |                          |
| Alejandro Scopelli |   |                          |

| Barcellona:     |   |                     |
|                 |   |                     |
|                 | 1 | José Manuel Pesudo  |
|                 |   | Julio César Benítez |
|                 |   | Rodri               |
|                 |   | Ferran Olivella     |
|                 |   | Martí Vergés        |
|                 |   | Sígfrid Gràcia      |
|                 |   | Luis Cubilla        |
|                 |   | Sándor Kocsis       |
|                 |   | Cayetano Ré         |
|                 |   | Ramón Villaverde    |
|                 |   | Antonio Camps       |
| Allenatore:     |   |                     |
| Ladislao Kubala |   |                     |

### Ritorno
| Arbitro: | Campanati |

|            |           |             |
| Kocsis 46’ | Marcatori | 87’ Guillot |

| Barcellona:     |   |                     |
|                 |   |                     |
|                 | 1 | José Manuel Pesudo  |
|                 |   | Julio César Benítez |
|                 |   | Jesús Garay         |
|                 |   | Josep Maria Fusté   |
|                 |   | Martí Vergés        |
|                 |   | Sígfrid Gràcia      |
|                 |   | Luis Cubilla        |
|                 |   | Sándor Kocsis       |
|                 |   | Fernand Goyvaerts   |
|                 |   | Ramón Villaverde    |
|                 |   | Antonio Camps       |
| Allenatore:     |   |                     |
| Ladislao Kubala |   |                     |

| Valencia:          |   |                          |
|                    |   |                          |
|                    | 1 | Ricardo Zamora de Grassa |
|                    |   | Vicente Piquer           |
|                    |   | Manuel Mestre            |
|                    |   | José Sastre              |
|                    |   | Juan Carlos Quincoces    |
|                    |   | Chicão                   |
|                    |   | Héctor Núñez             |
|                    |   | José Antonio Urtiaga     |
|                    |   | Waldo                    |
|                    |   | Vicente Guillot          |
|                    |   | Nando Yosu               |
| Allenatore:        |   |                          |
| Alejandro Scopelli |   |                          |